# Temporada 2004 de Champ Car
La Temporada 2004 de Champ Car és la vint-i-sisena edició d'aquesta competició automobilística en la qual es van disputar 14 curses entre el 18 d'abril i el 7 de novembre de 2004. El campió va ser el francès Sébastien Bourdais.

## Grans Premis
| Data           | Gran Premi        | Circuit                        | Guanyador          | Segon                | Tercer               |
| -------------- | ----------------- | ------------------------------ | ------------------ | -------------------- | -------------------- |
| 18 d'abril     | Long Beach        | Carrers de Long Beach          | Paul Tracy         | Bruno Junqueira      | Sébastien Bourdais   |
| 23 de maig     | Monterrey         | Fundidora Park                 | Sébastien Bourdais | Bruno Junqueira      | Mario Dominguez      |
| 5 de juny      | Milwaukee         | Milwaukee Mile                 | Ryan Hunter-Reay   | Patrick Carpentier   | Michel Jourdain, Jr. |
| 20 de juny     | Portland          | Portland International Raceway | Sébastien Bourdais | Bruno Junqueira      | Paul Tracy           |
| 3 de juliol    | Cleveland         | Burke Lakefront Airport        | Sébastien Bourdais | Bruno Junqueira      | Alex Tagliani        |
| 10 de juliol   | Toronto           | Exhibition Place               | Sébastien Bourdais | Jimmy Vasser         | Patrick Carpentier   |
| 25 de juliol   | Vancouver         | Vancouver                      | Paul Tracy         | Michel Jourdain, Jr. | A.J. Allmendinger    |
| 8 d'agost      | Elkhart Lake      | Road America                   | Alex Tagliani      | Rodolfo Lavin        | Sébastien Bourdais   |
| 15 d'agost     | Denver            | Carrers de Denver              | Sébastien Bourdais | Paul Tracy           | Bruno Junqueira      |
| 29 d'agost     | Montreal          | Gilles Villeneuve              | Bruno Junqueira    | Patrick Carpentier   | Mario Dominguez      |
| 12 de setembre | Laguna Seca       | Laguna Seca                    | Patrick Carpentier | Bruno Junqueira      | Oriol Servià         |
| 25 de setembre | Las Vegas         | Las Vegas Motor Speedway       | Sébastien Bourdais | Bruno Junqueira      | Patrick Carpentier   |
| 24 d'octubre   | Surfer's Paradise | Urbà - Surfers Paradise        | Bruno Junqueira    | Sébastien Bourdais   | Mario Dominguez      |
| 7 de novembre  | Mèxic             | Autòdrom Hermanos Rodríguez    | Sébastien Bourdais | Bruno Junqueira      | A.J. Allmendinger    |

## Pilots
Sistema de puntuació:
- 1r - 20è = 31-27-25-23-21-19-17-15-13-11-10-9-8-7-6-5-4-3-2-1

Punts de bonificació:
- 1 per volta ràpida en cursa
- 1 per volta ràpida a la qualificació de divendres
- 1 per volta ràpida a la qualificació de divendres
- 1 per encapçalar una volta en cursa
- 1 per ser el que guanya més posicions des de la sortida (en cas d'empat, la millor posició atorga el punt).

El nombre màxim de punts que pot guanyar un pilot en un gran premi és de 35.
| Pos | Pilot        | LB  | MOT | MIL | POR | CLE | TOR | VAN | WIS | DEN | MON | LAG | LVG | SUR | MEX | Punts |
| --- | ------------ | --- | --- | --- | --- | --- | --- | --- | --- | --- | --- | --- | --- | --- | --- | ----- |
| 1   | Bourdais     | 3   | 1   | Ret | 1   | 1   | 1   | 5   | 3   | 1   | Ret | 8   | 1   | 2   | 1   | 369   |
| 2   | Junqueira    | 2   | 2   | 6   | 2   | 2   | Ret | 4   | 15  | 3   | 1   | 2   | 2   | 1   | 2   | 341   |
| 3   | Carpentier   | 4   | 4   | 2   | 4   | Ret | 3   | Ret | 14  | 9   | 2   | 1   | 3   | Ret | 6   | 266   |
| 4   | Tracy        | 1   | 7   | Ret | 3   | Ret | 5   | 1   | 12  | 2   | 4   | 10  | Ret | 4   | 10  | 254   |
| 5   | Dominguez    | 5   | 3   | 8   | Ret | 8   | Ret | 6   | 5   | 4   | 3   | 11  | 7   | 3   | 8   | 244   |
| 6   | Allmendinger | 12  | Ret | 5   | 6   | 6   | 11  | 3   | 13  | 5   | 5   | Ret | 6   | 6   | 3   | 229   |
| 7   | Tagliani     | 8   | 5   | 13  | 7   | 3   | 7   | 7   | 1   | 10  | 7   | 6   | 16  | Ret | 11  | 218   |
| 8   | Vasser       | Ret | Ret | 4   | 8   | 5   | 2   | 10  | 8   | Ret | 8   | Ret | 5   | 12  | 5   | 201   |
| 9   | Hunter-Reay  | 7   | 8   | 1   | 12  | 11  | 8   | 8   | 4   | Ret | Ret | 5   | 13  | 5   | 19  | 199   |
| 10  | Servià       | Ret | 14  | 7   | 11  | 4   | 9   | 12  | 6   | 6   | 9   | 3   | 12  | 13  | 7   | 199   |
| 11  | Wilson       | 6   | 6   | 11  | 5   | Ret | 12  | 14  | 7   | 7   | Ret | Ret | 8   | 8   | 4   | 188   |
| 12  | Jourdain Jr. | 11  | 11  | 3   | 14  | Ret | Ret | 2   | 9   | 14  | 6   | 4   | 11  | Ret | 9   | 185   |
| 13  | Haberfeld    | 9   | Ret | 10  | 9   | Ret | 4   | 9   | 11  | 8   | 13  | 7   | 14  | 14  | 15  | 157   |
| 14  | Lavin        | 10  | 13  | Ret | Ret | 9   | Ret | Ret | 2   | 11  | 11  | 12  | 4   | 15  | 13  | 156   |
| 15  | Gonzalez     | Ret | 9   | Ret | 10  | 7   | Ret | 13  | 16  | 12  | 10  | Ret | 10  | 11  | 12  | 136   |
| 16  | Philippe     | 13  | 10  | 14  | 15  | 10  |     |     |     | 14  | 13  | 16  | 13  | 14  | 19  | 89    |
| 17  | Mazzacane    |     |     | Ret | 13  | 12  | 6   | DNS | Ret | 15  | 12  | 13  | 15  |     |     | 73    |
| 18  | Smith (R)    |     |     |     |     |     |     |     | 10  | Ret | Ret | 9   | Ret | 9   | 17  | 53    |
| 19  | Sperafico    | Ret | Ret | 15  | 16  | 13  | 10  | Ret | 17  |     |     |     |     |     |     | 47    |
| 20  | Besnard (R)  |     |     |     |     |     |     |     |     |     |     |     |     | 7   |     | 18    |
| 21  | Gidley       |     |     |     |     |     | Ret | 11  |     |     |     |     |     |     |     | 15    |
| 22  | Marques      | Ret | Ret |     |     |     |     |     |     |     | 18  |     |     |     |     | 9     |
| 23  | Valiante (R) |     |     |     |     |     |     |     |     |     |     |     |     |     | 14  | 7     |
| 24  | Janis (R)    |     |     |     |     |     |     |     |     |     |     |     |     | Ret |     | 3     |
| Pos | Pilot        | LB  | MOT | MIL | POR | CLE | TOR | VAN | WIS | DEN | MON | LAG | LVG | SUR | MEX | Punts |

| Color    | Resultat             |
| -------- | -------------------- |
| Or       | Guanyador            |
| Argent   | 2a posició           |
| Bronze   | 3a posició           |
| Verd     | Acaba, amb punts     |
| Blau     | Acaba, sense punts   |
| Lila     | No acaba (Ret)       |
| Vermell  | No es qualifica (NQ) |
| Negre    | Desqualificat (DSQ)  |
| Blanc    | No surt (NS)         |
| En blanc | No participa         |
| En blanc | Lesionat (L)         |
| En blanc | Exclòs (EX)          |